# Laudesfeld
Laudesfeld ist ein Ortsteil der Ortsgemeinde Auw bei Prüm im Eifelkreis Bitburg-Prüm in Rheinland-Pfalz.

## Geographische Lage
Laudesfeld liegt südwestlich von Auw bei Prüm in einer Entfernung von rund 3 km, unweit der Staatsgrenze zu Belgien. Der Ort liegt auf einer Hochebene und ist überwiegend von landwirtschaftlichen Nutzflächen und geringem Waldbestand umgeben. Östlich von Laudesfeld fließt der Taubenbach, ein Nebenfluss der Our. Zu Laudesfeld gehört auch ein Teil des Weilers Herzfenn.

## Geschichte

### Torfabbau
Südwestlich von Laudesfeld wurde lange Zeit Torf abgebaut. Der Torfstich wurde auf das Jahr 1843 datiert. Verwendet wurde der typische Schwarztorf mit einem hohen Brennwert. Dieser eignete sich besonders gut, um Ziegeln herzustellen.

### Eingemeindung
Am 1. Januar 1971 wurde die bis dahin selbständige Gemeinde Laudesfeld mit damals 120 Einwohnern nach Auw bei Prüm eingemeindet. Am selben Tag erhielt auch die Gemeinde Auw den Namenszusatz „bei Prüm“.

## Kultur und Sehenswürdigkeiten

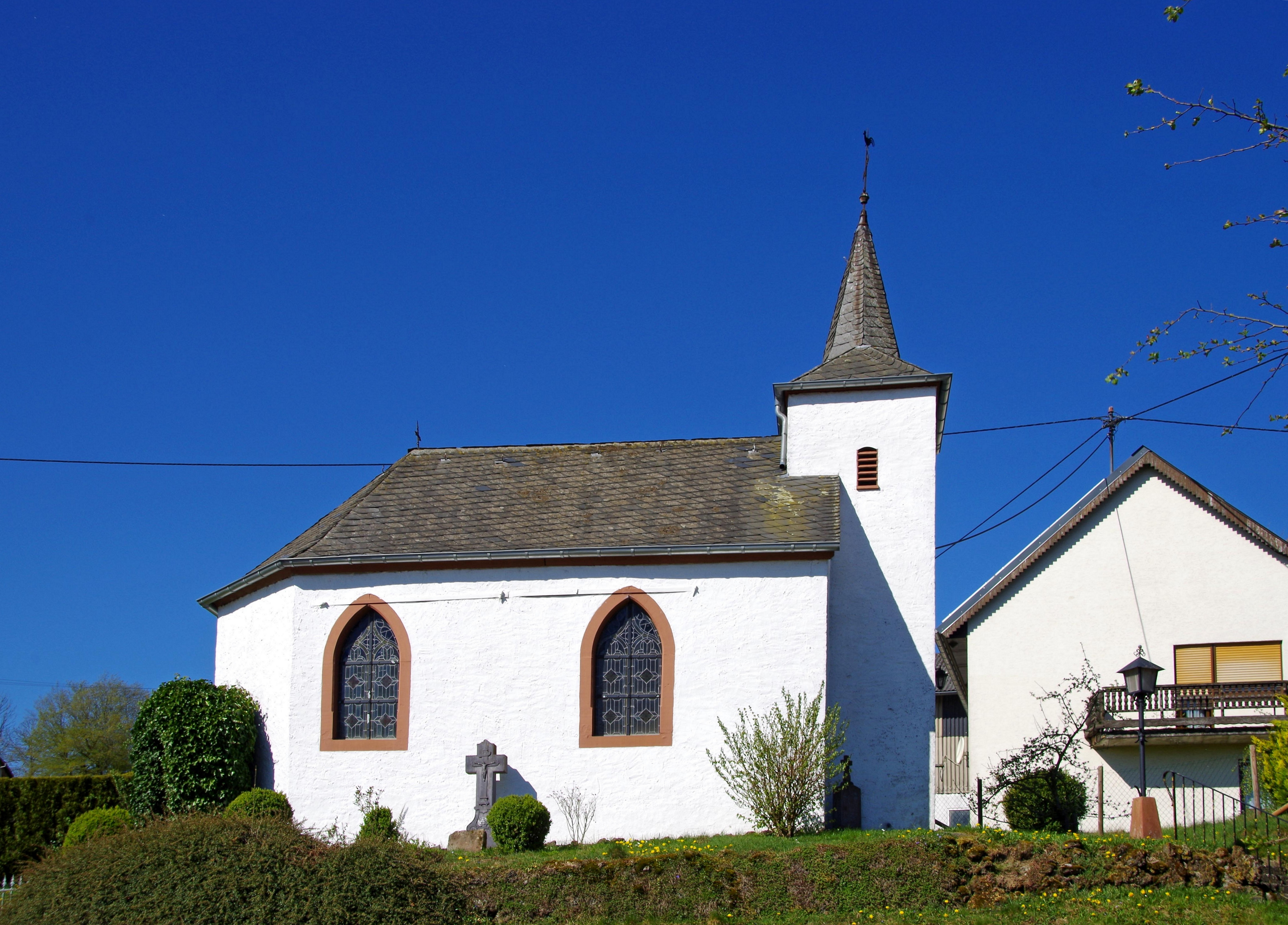
Pfarrkirche, Ostansicht

### Pfarrkirche
In Laudesfeld befindet sich die katholische Pfarrkirche St. Peter und St. Margarethe. 1861 wurde diese mit privaten Mitteln finanziert, die das Ehepaar Henrichs der Kirche zur Verfügung stellte. Hinter dem Chor der Kirche befindet sich zudem eine Mariengrotte aus der Mitte der 1950er Jahre.
Siehe auch: Liste der Kulturdenkmäler in Auw bei Prüm

### Bauernhaus / Wegekreuze
Dicht an der belgischen Grenze befindet sich ein historisches Bauernhaus, welches mittlerweile verfällt. Genauere Angaben hierzu liegen nicht vor.
Auf dem Gemeindegebiet von Laudesfeld befinden sich insgesamt drei Wegekreuze.

### Naherholung
In der Region um Auw bei Prüm existieren mehrere Wanderwege. Durch Laudesfeld verläuft der Wanderweg 7 des Prümer Landes. Es handelt sich um einen Rundwanderweg mit einer Länge von 8,5 km mit dem Themenschwerpunkt Gewässer.

## Wirtschaft und Infrastruktur

### Unternehmen
In Laudesfeld gibt es eine Autowerkstatt sowie mehrere Ferienunterkünfte.

### Verkehr
Es existiert eine regelmäßige Busverbindung.
Laudesfeld ist durch die Kreisstraße 158 erschlossen und liegt wenig nördlich der Landesstraße 1.